# Teutófago
Se entiende por teutófago, aquellos organismos que su dieta se basa en cefalópodos (calamares y pulpos), como fuente primaria de alimentación. 

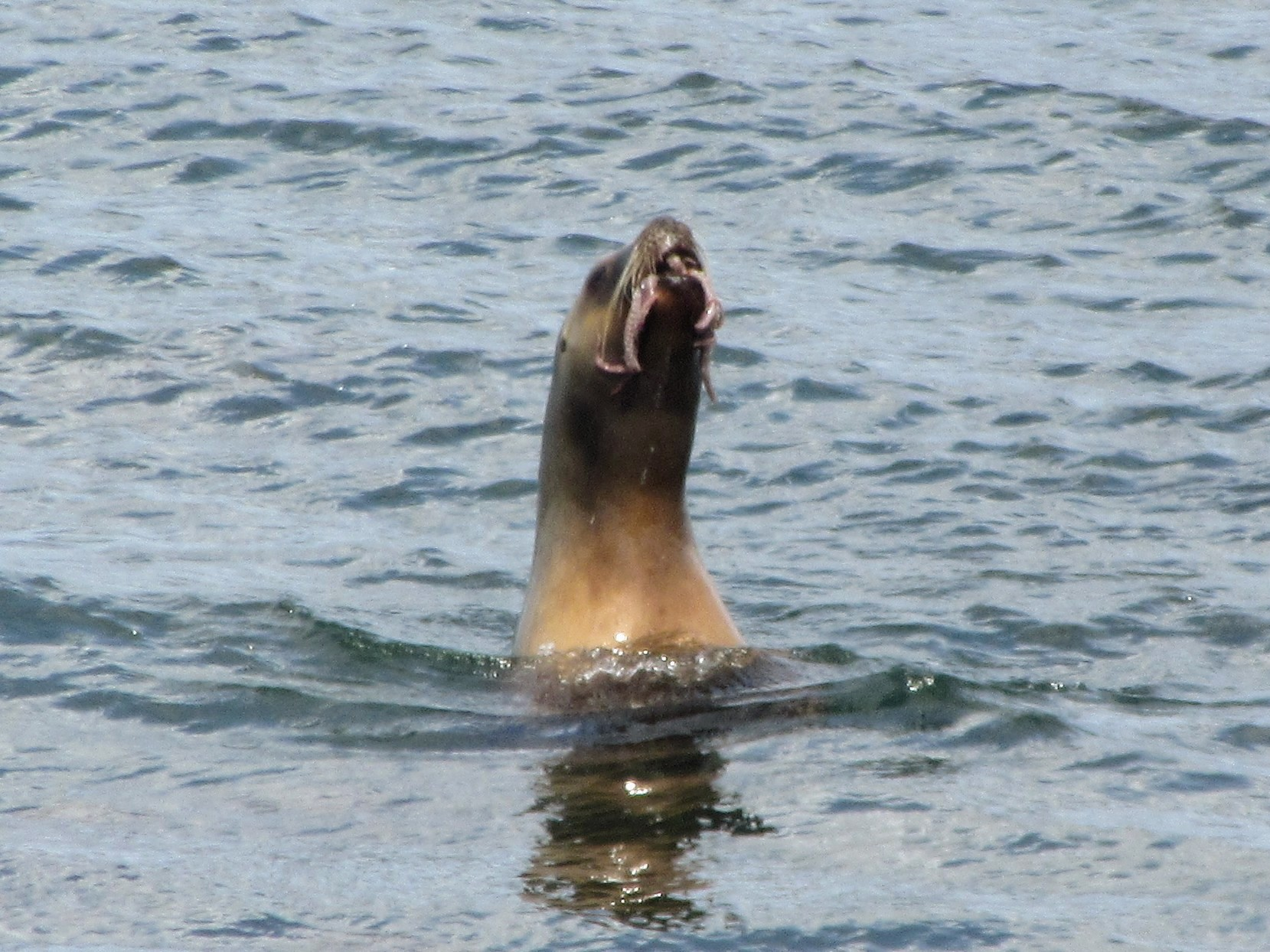
León marino del sur alimentándose de un calamar en las Islas Falkland

.

## Etimología
Teutófago, deriva de Teuthida, que es un orden de moluscos cefalópodos conocidos vulgarmente como calamares y φᾰγεῖν [făguein], ‘comer’

## Depredadores teutófagos
Los téutidos constituyen una parte muy importante dentro de los hábitos alimenticios de  múltiples depredadores marinos de todo el mundo; de hecho, constituyen una gran parte de la fuente de alimento para algunas de las especies conocidas, tales como:

### Mamíferos
- Pinnípedos:

La foca común (Phoca vitulina), la foca de Weddell (Leptonychotes weddellii), los elefantes marinos del norte y del sur (género Mirounga), el león marino de las Galápagos (Zalophus wollebaeki) y el oso marino ártico (Callorhinus ursinus) solo por mencionar algunos ejemplos, son asiduos consumidores de varias especies de calamar que rodean su hábitat.
- Cetáceos:

Cachalotes (Physeter macrocephalus), cachalotes enanos (Kogia), rorcuales de Bryde (Balaenoptera brydei), ballenas barbadas (Mysticeti), calderones tropicales (Globicephala macrorhynchus), belugas (Delphinapterus leucas), narvales (Monodon monoceros) y delfines (Delphinidae), pueden consumir grandes cantidades de calamar disponible.

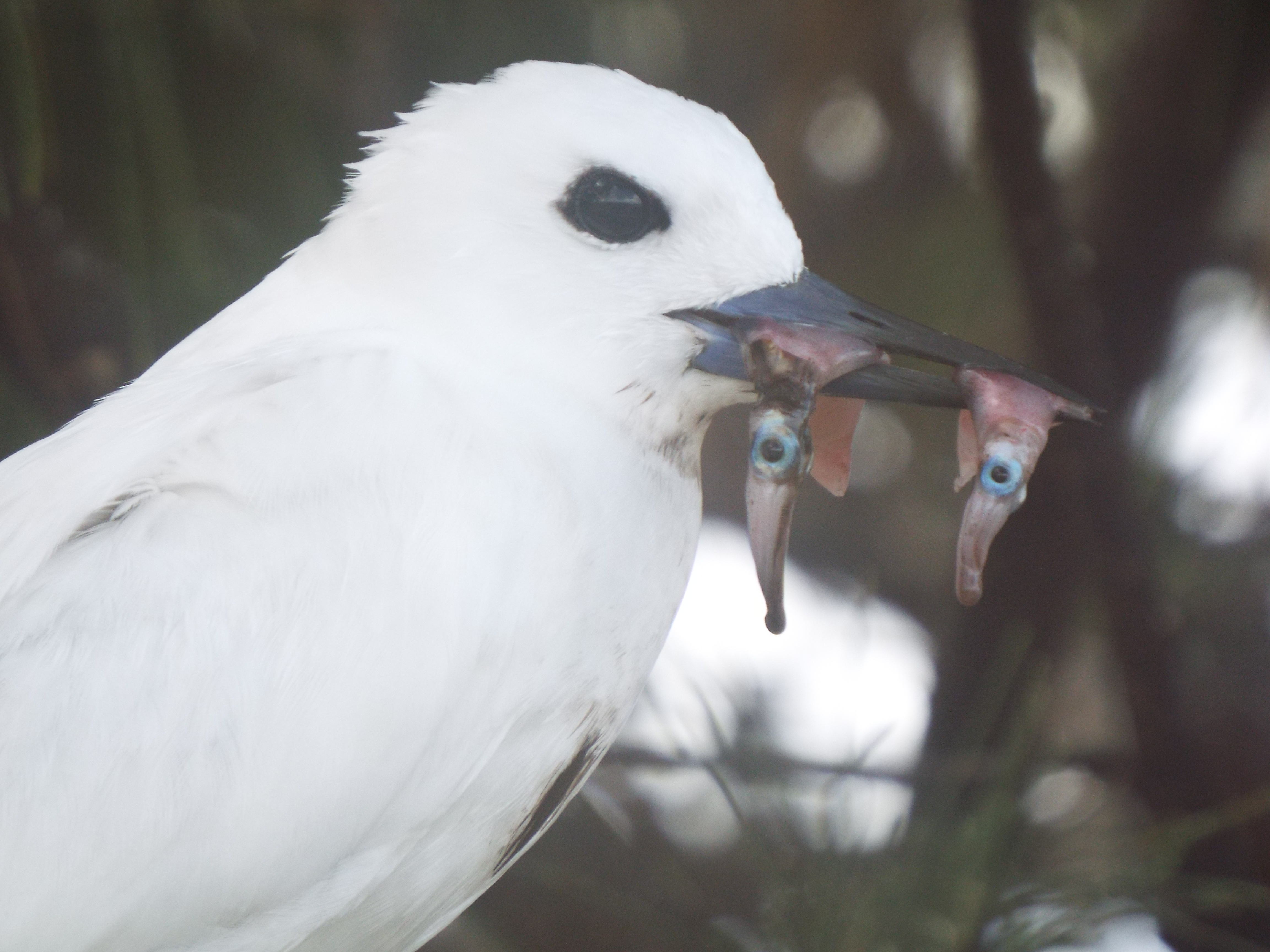
Charran blanco con calamares capturados, en la Isla Laysan, Hawaí

.

### Aves
Aves como el albatros de cabeza gris (Thalassarche chrysostoma), las gaviotas (Laridae), charranes (Sternidae) varias especies de pingüinos como el africano (Spheniscus demersus), el emperador (Aptenodytes forsteri) y el rey (Aptenodytes patagonicus), se alimentan de distintos tipos de calamar de acuerdo a su ubicación geográfica.

### Peces
Entre los peces más temibles para ciertas especies de calamares, están los grandes 
atunes de aleta amarilla y de 
aleta azul (género Thunnus), las morenas (Muraenidae), los marlines (Istiophoridae), peces espada (Xiphias gladius) y por supuesto, los tiburones, como el tiburón tigre (Galeocerdo cuvier), tiburones martillo (familia Sphyrnidae) o el tiburón ballena (Rhincodon typus).
Casi cualquier animal marino consume calamares si es necesario. Su textura suave aumenta el gusto por ellos. Las especies más pequeñas de calamar son comidas por depredadores pequeños y medianos, mientras que los tiburones y las ballenas tienden a pegarse a los calamares gigantes, donde uno de ellos constituye una comida completa. Los depredadores varían en dependencia del área en que se encuentren los calamares; por ejemplo, los que viven en las regiones muy frías tienen menos posibilidades de ser comidos, más bien tienden a ser presa de los tiburones y las ballenas; los que viven en las aguas más cálidas tendrán más depredadores, puesto que en esa región hay más variedad de vida. Los calamares que viven cerca de la superficie del agua, están en más peligro de ser consumidos por las aves.